# Tricyclea flavida
Tricyclea flavida är en tvåvingeart som först beskrevs av Malloch 1927.  Tricyclea flavida ingår i släktet Tricyclea och familjen spyflugor. Inga underarter finns listade i Catalogue of Life.